# Rule of law
Rule of law („vláda práva“) je doktrína angloamerické právní kultury, která stanoví maximu vázanosti státu právem. Na rozdíl od kontinentální právní kultury ale nevychází primárně ze zákona jako hlavního zdroje práva.